# Watertown (Massachusetts)
Watertown és una ciutat dels Estats Units a l'estat de Massachusetts. Segons el cens del 2007 tenia 32.521 habitants.

## Demografia
Segons el cens del 2000, Watertown tenia 32.986 habitants, 14.629 habitatges, i 7.329 famílies. La densitat de població era de 3.098,8 habitants/km².
Dels 14.629 habitatges en un 17,8% hi vivien nens de menys de 18 anys, en un 37,9% hi vivien parelles casades, en un 8,7% dones solteres, i en un 49,9% no eren unitats familiars. En el 34,1% dels habitatges hi vivien persones soles el 12,4% de les quals corresponia a persones de 65 anys o més que vivien soles. El nombre mitjà de persones vivint en cada habitatge era de 2,17 i el nombre mitjà de persones que vivien en cada família era de 2,86.
Per edats la població es repartia de la següent manera: un 14,1% tenia menys de 18 anys, un 9,4% entre 18 i 24, un 39,8% entre 25 i 44, un 20% de 45 a 60 i un 16,7% 65 anys o més.
L'edat mediana era de 37 anys. Per cada 100 dones de 18 o més anys hi havia 83,8 homes.
La renda mitjana per habitatge era de 59.764 $ i la renda mediana per família de 67.441$. Els homes tenien una renda mediana de 46.642 $ mentre que les dones 39.840$. La renda per capita de la població era de 33.262$. Entorn del 4,5% de les famílies i el 6,3% de la població estaven per davall del llindar de pobresa.

## Poblacions properes
El següent diagrama mostra les poblacions més properes.